# Mauchamps
Mauchamps is een gemeente in het Franse departement Essonne (regio Île-de-France) en telt 273 inwoners (1999). De plaats maakt deel uit van het arrondissement Étampes.

## Geografie
De oppervlakte van Mauchamps bedraagt 3,2 km², de bevolkingsdichtheid is 85,3 inwoners per km².
De onderstaande kaart toont de ligging van Mauchamps met de belangrijkste infrastructuur en aangrenzende gemeenten.

## Demografie
Onderstaande figuur toont het verloop van het inwonertal (bron: INSEE-tellingen).